# Grustrav
Grustrav (Arabidopsis suecica) är en korsblommig växtart som först beskrevs av Elias Fries, och fick sitt nu gällande namn av Johan Petter Norrlin. Enligt Catalogue of Life ingår Grustrav i släktet backtravar och familjen korsblommiga växter, men enligt Dyntaxa är tillhörigheten istället släktet backtravar och familjen korsblommiga växter. Arten är reproducerande i Sverige. Inga underarter finns listade i Catalogue of Life.